# 中国—中东欧国家合作
中国—中东欧国家合作（英語：Cooperation between China and Central and Eastern European Countries, CECC）是指中华人民共和国与中东欧地區波兰、捷克、斯洛伐克、匈牙利、斯洛文尼亚、克罗地亚、波黑、塞尔维亚、黑山、罗马尼亚、保加利亚、阿尔巴尼亚、北马其顿和希腊之间展开的經貿合作。
該機制原本简称16+1，2019年希腊加入，使得該合作機制升級爲17+1。後因立陶宛在2021年3月宣布退出17+1合作，只剩下16+1。2022年8月，拉脱维亚和爱沙尼亚政府先后宣布退出合作机制，現存14+1。

## 成员
至2022年8月，有15个成员国家：
| 中方 | 中东欧方                          | 中东欧方                                                                                  |
| ---- | --------------------------------- | ----------------------------------------------------------------------------------------- |
| 中国 | 维谢格拉德四国                    | 巴尔干半岛十国                                                                            |
| 中国 | - 捷克 - 斯洛伐克 - 波蘭 - 匈牙利 | - 阿尔巴尼亚 - 保加利亚 - 希腊 - 蒙特內哥羅 - 北馬其頓 - 羅馬尼亞 - 塞爾維亞 - 斯洛維尼亞 |

6个观察员国家或国际组织：
| 国家                       | 国际组织                  |
| -------------------------- | ------------------------- |
| - 奥地利 - 白俄羅斯 - 瑞士 | - 欧盟 - 欧洲复兴开发银行 |

## 历届领导人会晤
自2012年起，中国与中东欧16国建立起领导人会晤机制，每年举行一次，由中国国务院总理和中东欧国家的政府首脑或有关领导人出席。以下表格记录的是历次会晤的基本情况。
| 次数 | 举办国   | 举办地       | 日期           | 会晤主题                             |
| ---- | -------- | ------------ | -------------- | ------------------------------------ |
| 1    | 波蘭     | 华沙         | 2012年4月26日  |                                      |
| 2    | 羅馬尼亞 | 布加勒斯特   | 2013年11月26日 | “合作共赢，共同发展”                 |
| 3    | 塞爾維亞 | 贝尔格莱德   | 2014年12月16日 | “新动力、新平台、新引擎”             |
| 4    | 中国     | 苏州         | 2015年11月24日 | “新起点 新领域 新愿景”               |
| 5    | 拉脫維亞 | 里加         | 2016年11月5日  | “互联、创新、相融、共济”             |
| 6    | 匈牙利   | 布达佩斯     | 2017年11月27日 | “深化经贸金融合作，促进互利共赢发展” |
| 7    | 保加利亚 | 索菲亚       | 2018年7月7日   | “深化开放务实合作，共促共享繁荣发展” |
| 8    |          | 杜布罗夫尼克 | 2019年4月12日  | “搭建开放、创新、伙伴之桥”           |

## 历届领导人峰会
第九次中国－中东欧国家领导人会晤原定于2020年在中国举行，受新冠疫情影响推迟，并于2021年2月9日以视频方式召开，是合作机制创建以来最高级别的领导人会晤，波黑、捷克、黑山、波兰和塞尔维亚五国首次由国家元首与会，但其中有六个参与国保加利亚、斯洛文尼亚、爱沙尼亚、拉脱维亚、立陶宛和罗马尼亚没有派出国家元首或政府首脑级别的官员出席，中国国家主席习近平作为中方代表和中东欧国家的国家元首、政府首脑或有关领导人出席会议。
| 次数 | 举办国 | 举办地   | 日期         | 会晤主题 |
| ---- | ------ | -------- | ------------ | -------- |
| 9    | 中国   | 視訊會議 | 2021年2月9日 |          |

## 秘书处
中国—中东欧国家合作秘书处是设在中国外交部的中方机构，于2012年9月成立，负责协调筹备举办中国—中东欧国家领导人会晤、国家协调员会议等活动，以及沟通协调中国—中东欧国家合作；秘书处设秘书长、执行秘书长、副秘书长，执行秘书长和副秘书长分别由欧洲司司长和一位欧洲司副司长担任。2015年4月，中国在外交部设立“中国—中东欧国家合作事务特别代表”职务，首任特别代表为霍玉珍大使。

### 历任秘书长
- 宋涛（2012.5-2013.12）
- 王超（2013.12-2015.12）
- 刘海星（2015.12-2017.3）
- 王超（2017.3-2019.8）
- 秦刚（2019.8-2021.11）
- 邓励（2021.11-2024.11）
- 华春莹（2024.11至今）[11]

## 退出成員國
2021年3月，立陶宛國家廣播電視台报道立陶宛外長格比亞魯斯·藍斯柏吉斯表示，北京和立陶宛之间的合作「几乎没有带来任何好处」，而立陶宛國會也同意退出17+1合作。維爾紐斯方面認為，中國搞17+1合作其實是要分化歐盟，呼籲各欧洲联盟成员国要採取更團結、更有效的27+1模式，共同以團結和強大的歐盟一致應對中國。
2022年上半年，立陶宛鄰國爱沙尼亚表示正在考虑退出16+1合作，總理卡娅·卡拉斯並拒絕中國出席視訊會議的邀請；中欧國家捷克也透露可能退出的意向。同年8月11日，爱沙尼亚和拉脫維亞正式宣布退出「中国－中东欧国家合作机制」，至此波罗的海国家全數退出。